# Matteo Berrettini
Matteo Berrettini (phát âm tiếng Ý: [matˈteːo berretˈtiːni]; sinh ngày 12 tháng 4 năm 1996) là một tay vợt người Ý. Berrettini có một bảng xếp hạng đơn ATP cao trong sự nghiệp của số 20 thế giới, đạt được vào ngày 24 tháng 6 năm 2019 và một bảng xếp hạng ATP cao gấp đôi sự nghiệp của số 105 thế giới, đạt được vào ngày 22 tháng 7 năm 2019.

## Sự nghiệp quần vợt

### 2017: Ra mắt ATP chính
Berrettini đã có trận ra mắt ở các giải chính ATP của mình khi ra mắt tại giải Ý mở rộng sau khi kiếm được một thẻ đại diện trong giải đấu thẻ đại diện sơ tuyển. Anh đã bị đánh bại bởi Fabio Fognini trong vòng đầu tiên. Anh là hạt giống hàng đầu trong tám người đàn ông Ý cạnh tranh cho vị trí cuối cùng trong Next Generation ATP Finals khai mạc ở Milan. Anh thua Filippo Baldi trong 2 set trắng.

### 2018: Danh hiệu ATP đầu tiên
Tại Swiss Open Gstaad, Berrettini đã giành được danh hiệu ATP đầu tiên của mình, đánh bại Roberto Bautista Agut trong trận chung kết. Anh cũng giành được danh hiệu đôi ATP đầu tiên của mình trong cùng một sự kiện, hợp tác với người đồng hương Daniele Bracciali.

### 2019: Hai danh hiệu nữa, Bán kết giải lớn
Tại Hungary Open, Berrettini đã giành được danh hiệu đĩa đơn ATP thứ hai, đánh bại Filip Krajinović trong trận chung kết. Berretini tiếp tục phong độ của mình vào tuần sau khi anh lọt vào trận chung kết tại Giải vô địch quần vợt quốc tế Bavaria. Ở đó, chuỗi chín trận thắng của anh đã kết thúc khi anh bị Cristian Garín đánh bại trong một hiệp phụ thứ ba. Tại giải Ý mở rộng, Berrettini đã bất ngờ hạ Alexander Zverev ở vòng 32, chiến thắng đầu tiên trước một tay vợt top 5.
Sự phát triển của Berrettini tiếp tục vào mùa giải trên sân cỏ, giành được danh hiệu đĩa đơn thứ ba của anh tại Stuttgart, đánh bại Félix Auger-Aliassime trong trận chung kết. Trong giải đấu, Berrettini đã không thua một game giao bóng nào, do đó trở thành người đàn ông thứ sáu kể từ năm 1999 để giành chiến thắng hai giải đấu mà không thua lượt giao bóng nào (lần khác anh hoàn thành kỳ tích này là tại Gstaad Open 2018). Tuần tiếp theo, Berrettini lọt vào bán kết ATP 500 đầu tiên của mình tại Halle Open, nơi anh bị David Goffin đánh bại. Sau giải đấu, tay vợt người Ý này đã lọt vào top 20 thế giới.
Là hạt giống thứ 17 tại Wimbledon, Berrettini đã vào tới tuần thứ hai của một cuộc tranh tài lớn lần đầu tiên sau khi đánh bại Diego Schwartzman sau 5 set ở vòng thứ ba. Anh thua trận tiếp theo trước nhà vô địch 8 lần Roger Federer một cách toàn diện sau 74 phút. Sau khi chúc mừng Federer vì đã giành chiến thắng trong cái bắt tay sau trận đấu, Berrettini đã hỏi đùa Federer "Cảm ơn vì bài học tennis, tôi nợ anh bao nhiêu?" 
Berrettini đã rút khỏi hai sự kiện tiếp theo của mình ở Gstaad và Montreal, với lý do chấn thương mắt cá chân. Anh đã xoay xở để chơi một giải đấu dẫn đầu ở Cincinnati trước khi thi đấu tại Grand Slam cuối cùng của năm - giải Mỹ mở rộng. Ở đó, mặc dù thiếu sự chuẩn bị cạnh tranh, Berettini vẫn có thể lọt vào trận chung kết một giải lớn đầu tiên của mình sau khi đánh bại Andrey Rublev ở vòng bốn. Ở tứ kết, anh đã đánh bại Gaël Monfils trong trận đấu bù thứ năm để trở thành tay vợt Ý đầu tiên lọt vào bán kết giải Mỹ mở rộng kể từ năm 1977.